# Rapel (comuna)
Rapel fue una de las comunas que integró el antiguo departamento de Ovalle, en la provincia de Coquimbo.
En 1907, de acuerdo al censo de ese año, la comuna tenía una población de 7877 habitantes. Su territorio fue organizado por decreto del 22 de diciembre de 1891, a partir del territorio de las Subdelegaciones 5.° Carén, 6.° Agua Amarilla, 7.° Rapel.

## Historia
La comuna fue creada por decreto del 22 de diciembre de 1891, con el territorio de las Subdelegaciones 5.° Carén, 6.° Agua Amarilla, 7.° Rapel.
La comuna fue suprimida mediante la reorganización político-administrativa del país, llevada a cabo con el Decreto Ley N.º 803, del 22 de diciembre de 1925. Su territorio pasó a las comunas de Carén y Monte Patria.